# 109 Piscium
109 Piscium (kurz 109 Psc), auch bekannt als HD 10697, ist ein Unterriese der Spektralklasse G5 im Sternbild Fische. Der Stern ist etwa 106 Lichtjahre von der Erde entfernt. 109 Piscium hat einen spektroskopischen Begleiter, bei dem es sich um einen Braunen Zwerg oder einen Exoplaneten handeln könnte.